# Курлин, Владимир Михайлович
Влади́мир Миха́йлович Курли́н (3 марта 1933, Ленинград — 29 ноября 1989, Бровары, Киевская область) — российский советский гобоист и музыкальный педагог. Солист ЗКР АСО Ленинградской филармонии им. Д. Д. Шостаковича, оркестра театра оперы и балета им. С. М. Кирова, лауреат Международных конкурсов, профессор Ленинградской консерватории. Заслуженный артист РСФСР (1972), Заслуженный деятель искусств РСФСР (1983).

## Биография
Родился 3 марта 1933 года. Окончил ССМШ при Ленинградской консерватории по классу гобоя у Г. И. Амосова в 1950 году, Ленинградскую консерваторию по классу А. А. Паршина в 1955 году. В 1953 году, будучи студентом консерватории, стал лауреатом первой премии Международного конкурса исполнителей на духовых инструментах имени Антонина Рейхи (музыкальный фестиваль «Пражская весна»). Позднее, в 1959 году, ему была также присуждена вторая премия Всемирного фестиваля молодёжи и студентов в Вене. В том же году Курлин окончил аспирантуру Ленинградской консерватории.
С 1951 по 1973 год играл в оркестре Ленинградского театра оперы и балета имени С. М. Кирова. В 1973 году он перешёл в Заслуженный коллектив России академический симфонический оркестр Ленинградской филармонии имени Д. Д. Шостаковича. Как оркестровый музыкант Курлин исполнял многие наиболее известные сольные эпизоды гобоя в таких произведениях, как Пятая симфония Л.ван Бетховена, «Альпийская симфония» Р. Штрауса, Пятая симфония С. С. Прокофьева и увертюра Дж. Россини к опере «Шёлковая лестница».

Глубоко мыслящий музыкант с яркой индивидуальностью, Курлин своим творчеством внёс новые черты в интерпретацию роли гобоя, трактовку оркестровых соло и концертный репертуар. Его исполнительскому стилю свойственен огромный диапазон выразительных средств — широкие динамические границы, богатство красок, яркая фразировка, виртуозная подвижность.— Евгений Мравинский о В.Курлине.
Помимо работы в оркестре, Курлин также занимался камерной музыкой. Он концертировал как с различными камерными ансамблями, так и сольно. В составе духового квинтета Ленинградской филармонии, в котором кроме него играли Лев Перепёлкин, Михаил Измайлов, Виталий Буяновский и Лев Печерский, он сыграл более ста концертов и сделал ряд аудиозаписей. Курлин — один из немногих в то время духовиков, регулярно выступавших с сольными концертами.
В 1970—1974 годах преподавал по совместительству в Петрозаводском филиале ЛОЛГК, где основал класс гобоя. Продолжая работать в ПФ ЛОЛГК на договорных условиях, осуществил выпуск специалистов в 1975 и в 1977 году. Поддерживал творческие контакты с ПФ ЛОЛГК до 1989 года, путём оказания методической помощи классу гобоя, возглавляемому его учеником Виталием Фартушным. С 1972 года преподавал в ЛОЛГК имени Н. А. Римского-Корсакова. В 1977 году утвержден в звании доцента (и. о. доцента с 1976 года), а в 1988 году — в звании профессора (и. о. профессора с 1983 года). В качестве педагога привнёс много новых идей в методику преподавания игры на гобое.
29 ноября 1989 года погиб в автокатастрофе возле города Бровары (Украина). Похоронен на Северном кладбище Санкт-Петербурга.

## Награды и звания
- Лауреат первой премии Международного конкурса исполнителей на духовых инструментах им. Антонина Рейхи (в рамках музыкального фестиваля «Пражская весна», 1953)
- Лауреат второй премии Всемирного фестиваля молодёжи и студентов в Вене (1959)
- Заслуженный артист РСФСР (1972)
- Заслуженный деятель искусств РСФСР (1983).
- Медаль «В память 250-летия Ленинграда» (1973)
- Орден «Знак Почёта» (1986)